# Бойс, Фиона
Фиона Бойс (англ. Fiona Boyce; род. 11 июня 1987, Перт) — австралийская хоккеистка на траве, полузащитник. Участница летних Олимпийских игр 2012 года.

## Биография
Фиона Бойс родилась 11 июня 1987 года в австралийском городе Перт.
Имеет степень бакалавра права и коммерции.
Играла в хоккей на траве за «Вестерн Аустрелиан Даймондс».
В июле 2009 года дебютировала в женской сборной Австралии.
В 2009 году в составе женской сборной Австралии завоевала серебряную медаль Трофея чемпионов в Сиднее.
В 2010 году завоевала золотую медаль хоккейного турнира Игр Содружества в Нью-Дели.
В 2012 году вошла в состав женской сборной Австралии по хоккею на траве на летних Олимпийских играх в Лондоне, занявшей 5-е место. Играла на позиции полузащитника, провела 6 матчей, забила 1 мяч в ворота сборной Германии.
В 2013 году завершила международную карьеру вскоре после того, как у неё диагностировали лимфому Ходжкина. В 2014 году победила болезнь и стала работать юристом.

## Семья
Дядя — Грант Бойс (род. 1956), австралийский хоккеист на траве. Участник летних Олимпийских игр 1984 года.